# Дом мещан Мироновых — М. А. Антонова
Дом мещан Мироновых — М. А. Антонова — памятник градостроительства и архитектуры в историческом центре Нижнего Новгорода. Построен во второй половине XIX века. Значительно перестроен в начале XX века, не позже 1910 года. Автор проекта не установлен. 
Дом является неотъемлемой частью исторического района улиц Короленко, Славянской, Новой, сохранившего историческую деревянную и каменно-деревянную застройку второй половины XIX — начала XX веков. В облике здания, украшенного богатой ажурной деревянной резьбой, нашли отражение мотивы народной архитектуры, традиционные для нижегородской деревянной застройки второй половины XIX века. В 2020 году приказом Управления государственной охраны объектов культурного наследия Нижегородской области дом был признан объектом культурного наследия регионального значения.        

## История
После утверждения генерального плана 1839 года, южная граница города была смещена на линию современной улицы Белинского, была значительно увеличена селитебная территория, образовался новый крупный жилой район по улицам Канатной (Короленко), Славянской (до 1914 года — Немецкой) и Новой. Сегодня это часть исторической территории Старый Нижний Новгород, с сохранившейся деревянной и каменно-деревянной застройкой середины XIX — начала XX веков, один из немногих уцелевших в городе цельных фрагментов исторической среды. 
До начала 1870-х годов усадебным домом владела нижегородская мещанка Марья Максимовна Миронова. В первой половине 1870-х годов усадьба Мироновой состояла из одноэтажного деревянного дома в три окна по главному фасаду, деревянного одноэтажного флигеля и деревянных служб. В тот же период усадьба перешла во владение её наследника — нижегородского мещанина Нафанаила Фёдоровича Миронова. Семья Мироновых продолжала владеть домом до 1890 года. В феврале домовладение перешло в собственность личного почётного гражданина города Михаила Афанасьевича Антонова, который в начале XX века значительно перестроил (расширил) деревянное здание, оцененное в 1910—1911 годах в 1317 рублей. 
Последним установленным владельцем дома до революции был Александр Иванович Бердников. В советский период здание использовалось под жильё, в нём располагались четыре квартиры.          

## Архитектура
Здание представляет собой деревянный одноэтажный дом под двускатной кровлей на кирпичном полуподвале. Фасады обшиты тёсом. Слева по главному фасаду расположен вход с двустворчатой филенчатой дверью с застеклённой фрамугой. Над входом устроен двускатный деревянный козырёк в виде треугольного фронтона на кронштейнах. Фасады богато украшены деревянным накладным ажурным декором. Окна основного этажа завершены объёмными сандриками на кронштейнах, с «ушками» по бокам и волютообразным резным очельем сверху. По низу окон расположена резная тяга, места её пересечения с выпусками вертикалей наличников украшены резными накладными деталями.
Главный фасад завершён высоким треугольным фронтоном, украшенным ажурным подзором, под которым проходит широкий фризовый пояс на деревянных кронштейнах. Между кронштейнами расположены резные накладные детали. Тимпан, слуховые и мансардные окна, прилечины фронтона обильно украшены ажурной резьбой. По периметру здания проходит широкий подкарнизный фризовый пояс с деревянными кронштейнами и резными накладками между ними.                                